# Nemzeti Fejlesztési és Gazdasági Minisztérium
A Nemzeti Fejlesztési és Gazdasági Minisztérium (rövidítve: NFGM) a Magyar Köztársaság egyik minisztériuma volt, amelyet a 2008. évi XX. törvény hozott létre.

## Története
Elődje a Gazdasági és Közlekedési Minisztérium volt. 2010-ben az második Orbán-kormány felállásakor a  Nemzeti Fejlesztési és Gazdasági Minisztérium Nemzetgazdasági Minisztériummá alakult át, azzal azonban, hogy egyes feladatai a Nemzeti Fejlesztési Minisztériumhoz illetve a Belügyminisztériumhoz kerültek át.